# Pieter Gillis
Pieter Gillis (né le 28 juillet 1486 à Anvers et mort le 6 ou 11 novembre 1533), connu sous son nom anglicisé Peter Giles parfois latinisé Petrus Ægidius ou francisé Pierre Gilles, est un humaniste, juriste, correcteur et éditeur flamand travaillant chez Dirk Martens (ou Thierry Martens). Il est aussi secrétaire de la ville d'Anvers au début du XVIe siècle.

## Biographie
Il est surtout connu en tant qu’ami et partisan de Rodolphus Agricola, Érasme et Thomas More.
Érasme rencontre Pierre Gilles par l'intermédiaire de l'imprimeur Thierry Martens, qui a imprimé quelques livres de l'humaniste. C'est Érasme quisuggère à Pierre Gilles de rencontrer Thomas More. La rencontre a lieu à Anvers en 1515, lorsque ce dernier fut envoyé en mission diplomatique par le roi Henri VIII.

Pierre Gilles partage avec More et Érasme une grande sensibilité à la justice, ainsi qu'une sensibilité typiquement humaniste vouée à la recherche de sources mieux établies de la vérité. Pierre Gilles est surtout connu comme personnage de L'Utopie, célèbre livre aux premières pages duquel Thomas More le présente comme un modèle de civilité et comme un humaniste à la fois plaisant et sérieux : 
« Je reçu souvent pendant ce séjour [à Bruges], parmi d'autres visiteurs et bienvenu entre tous, Pierre Gilles. Né à Anvers, il y jouit d'un grand crédit et d'une situation en vue parmi ses concitoyens, digne de la plus élevée, car le savoir et le caractère de ce jeune homme sont également remarquables. Il est en effet plein de bonté et d'érudition, accueillant chacun libéralement, mais, lorsqu'il s'agit de ses amis, avec tant d'élan, d'affection, de fidélité, de sincère dévouement, qu'on trouverait peu d'hommes à lui comparer quant aux choses de l'amitié. Peu aussi ont sa modestie, son absence d'affectation, son bon sens naturel, autant de charme dans la conversation, autant d'esprit avec si peu de malice. » 

### Édition deL'Utopie, 1516

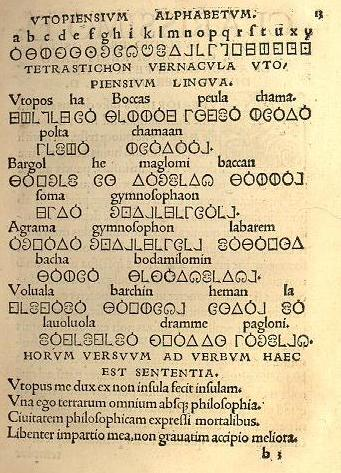
Alphabet utopien et quatrain en langue vernaculaire des Utopiens (vraisemblablement réalisé par Pierre Gilles), édition de l'Utopia de novembre 1518 chez Johann Froben.

Pierre Gilles, en tant que correcteur et éditeur chez Thierry Martens, participe à l'édition princeps en langue latine de L'Utopie de Thomas More parue en 1516. 

#### Trois paratextes
Pour la première édition de L'Utopie en latin, Pierre Gilles contribue en donnant trois paratextes à Thomas More.
D'abord, il fournit une lettre à Thomas More. Pour l'économie de l'œuvre, afin de rendre le discours de Raphaël Hythlodée véridique et afin de lui donner de l'autorité, la lettre de Pierre Gilles est adressée à Jérôme de Busleyden qui est alors membre du Grand conseil de Malines. Dans le même temps, Jérôme de Busleyden rédige une autre lettre adressée à Thomas More. Ainsi parrainé par une personnalité politique reconnue et renommée, L'Utopie gagne un poids certain auprès de la communauté humaniste à laquelle ce livre est destiné.

Ensuite, Pierre Gilles serait vraisemblablement l'auteur de l'alphabet utopique (ci-contre à droite) et, enfin, il serait aussi l'auteur du quatrain en langue vernaculaire des Utopiens. Ces deux paratextes sont joints à l'édition princeps de L'Utopie, où ils font face à la carte de l'île d'Utopie gravée par Ambrosius Holbein. Voici la traduction du poème (ci-contre à droite, sous l'alphabet) : 

« Le chef Utopus de péninsule me fit île.
Moi seule de toutes les terres habitées, sans philosophie, 
J'ai présenté aux mortels la philosophique Cité.

Généreusement je partage ce qui est mien. » 
Ces deux paratextes, absents de l'édition imprimée chez Gilles de Gourmont en 1517, sont réintroduits dans l'édition de mars 1518 chez Johann Froben ; ils sont ensuite conservés dans l'édition ne varietur de la quatrième et dernière édition en latin de L'Utopie, imprimée en novembre 1518 chez le même Johann Froben. En revanche, ils sont généralement absents des éditions de poche contemporaines.

#### Un personnage
Pierre Gilles, comme personnage, apparaît à plusieurs reprises dans le corps du texte de L'Utopie. D'abord, Thomas More lui adresse sa Lettre-Préface, ; ensuite, lorsque Thomas More se rend à Anvers, c'est Pierre Gilles qui lui présente Raphaël Hythlodée, ; enfin, lorsque Raphaël Hythlodée décrit l'île d'Utopie au Livre Second, Pierre Gilles est présent au côté de Thomas More.